# شرايين تحت الضلع
شرايين تحت الضلع (بالإنجليزية: Subcostal arteries)‏‏ هو شريان يتفرعُ من أبهر صدري نازل.